# Artibonite (Haiti)
 Denne artikel omhandler en provins i Haiti, der hedder Artibonite. Opslagsordet har også en anden betydning, se Artibonite.
Artibonite (haitisk kreol: Latibonit) er en af de 10 provinser (département) i Haiti. Hovedbyen er Gonaïves. Provinsen har 1 168 800 indbyggere (2002) og et areal på 4 984 km². Den grænser op til provinserne Nord-Ouest, Nord, Centre og Ouest.

## Administrativ inddeling
Provinsen er inddelt i fem arrondissementer (arrondissements) som hver er inddelt i 15
kommuner (communes).
- Dessalines arrondissement
  1. Dessalines
  2. Desdunes
  3. Grande-Saline
  4. Petite-Rivière-de-l'Artibonite
- Gonaïves arrondissement
  1. Les Gonaïves
  2. Ennery
  3. Estère
- Gros-Morne arrondissement
  1. Gros-Morne
  2. Anse-Rouge
  3. Terre-Neuve
- Marmelade arrondissement
  1. Marmelade
  2. Saint-Michel-de-l'Attalaye
- Saint-Marc arrondissement
  1. Saint-Marc
  2. Verrettes
  3. La Chapelle

19°27′00″N 72°41′00″V / 19.45°N 72.6833°V
|  | Infoboks uden skabelon Denne artikel har en infoboks dannet af en tabel eller tilsvarende. |